# Lys Mousset
Lys Mousset, né le 8 février 1996 à Montivilliers, est un footballeur français qui évolue au poste d'attaquant.

## Biographie

### Carrière en club

#### Formation au Havre AC
Lys Mousset est formé au Havre AC en 2006. Il rejoint l'équipe A du Havre en 2014.

#### Le Havre AC
Après plusieurs années au sein du centre de formation du HAC, Lys Mousset prend part à son premier match en tant que professionnel le 7 février 2014 face au Nîmes Olympique. En mars 2014, il signe un contrat de cinq ans avec le HAC. Il joue cinq matchs lors cette saison 2013-2014 puis seulement deux matchs la saison suivante.
C'est lors de la saison 2015-2016 que Mousset trouve du temps de jeu en équipe première. Il inscrit son premier but sous l'équipe professionnelle du Havre d'une frappe de plus de quarante mètres face à Bourg-Péronnas le 31 juillet 2015. Il délivre sa première passe décisive face à Créteil le 25 septembre suivant.
Le 4 mars 2016, il inscrit son premier doublé en Ligue 2, lors d'un match contre le Valenciennes FC.
Il termine la saison à la deuxième place du classement des meilleurs buteurs avec quatorze réalisations. Au ration but/temps de jeu, il finit même premier du championnat avec un but inscrit toutes les 110 minutes.

#### AFC Bournemouth
Le 30 juin 2016, Mousset s'engage pour quatre saisons avec l'AFC Bournemouth. Il marque son premier but pour les Cherries contre l'équipe de Wigan Athletic en Coupe d'Angleterre, le 6 janvier 2018.
Mousset inscrit cinq buts en soixante-et-onze matchs toutes compétitions confondues en l'espace de trois saisons avec Bournemouth.

#### Sheffield United
Le 21 juillet 2019, le club de Sheffield United annonce l'arrivée de Lys Mousset sur la base d'un contrat de trois saisons.
Le 21 septembre 2019, Mousset inscrit son premier but avec Sheffield United lors d'un déplacement sur la pelouse d'Everton (0-2).
Le 2 novembre 2019, il devient le premier joueur français à délivrer trois passes décisives lors d'une seule mi-temps de Premier League contre Burnley (3-0).

#### Bohemian FC
Après une semaine à l'essai, il signe en janvier 2025 dans le club Irlandais du Bohemian FC (Dublin).
Après 9 matchs et seulement 1 but, le club annonce le 2 juillet de la même année la résiliation de son contrat  d'un commun accord.

### Carrière en équipe nationale
Lys Mousset est sélectionné à huit reprises en équipe de France des moins de 20 ans en 2015 et 2016. Le 11 novembre 2015, il inscrit un but lors d'une rencontre amicale face à l'Angleterre (victoire 4-3 des « Bleuets »).
Il porte ensuite le maillot de l'équipe de France espoirs à huit reprises entre 2017 et 2018 (cinq buts).

## Statistiques
| Saison                | Club                  | Championnat           | Championnat | Championnat | Championnat | Coupe nationale | Coupe nationale | Coupe nationale | Coupe de la Ligue | Coupe de la Ligue | Coupe de la Ligue | Compétition(s) continentale(s) | Compétition(s) continentale(s) | Compétition(s) continentale(s) | Compétition(s) continentale(s) | Total | Total | Total |
| Saison                | Club                  | Division              | M.          | B.          | P.d.        | M.              | B.              | P.d.            | M.                | B.                | P.d.              | Comp.                          | M.                             | B.                             | P.d.                           | M.    | B.    | P.d.  |
| 2013-2014             | Le Havre AC           | Ligue 2               | 5           | 0           | 0           | -               | -               | -               | -                 | -                 | -                 | -                              | -                              | -                              | -                              | 5     | 0     | 0     |
| 2014-2015             | Le Havre AC           | Ligue 2               | 1           | 0           | 0           | 1               | 0               | 0               | -                 | -                 | -                 | -                              | -                              | -                              | -                              | 2     | 0     | 0     |
| 2015-2016             | Le Havre AC           | Ligue 2               | 28          | 14          | 3           | -               | -               | -               | 1                 | 0                 | 0                 | -                              | -                              | -                              | -                              | 29    | 14    | 3     |
| Sous-total            | Sous-total            | Sous-total            | 34          | 14          | 3           | 1               | 0               | 0               | 1                 | 0                 | 0                 | -                              | -                              | -                              | -                              | 36    | 14    | 3     |
| 2016-2017             | AFC Bournemouth       | Premier League        | 11          | 0           | 0           | 1               | 0               | 0               | 2                 | 0                 | 0                 | -                              | -                              | -                              | -                              | 14    | 0     | 0     |
| 2017-2018             | AFC Bournemouth       | Premier League        | 23          | 2           | 0           | 2               | 1               | 0               | 4                 | 0                 | 0                 | -                              | -                              | -                              | -                              | 29    | 3     | 0     |
| 2018-2019             | AFC Bournemouth       | Premier League        | 24          | 1           | 0           | 1               | 0               | 0               | 3                 | 1                 | 0                 | -                              | -                              | -                              | -                              | 28    | 2     | 0     |
| Sous-total            | Sous-total            | Sous-total            | 58          | 3           | 0           | 4               | 1               | 0               | 9                 | 1                 | 0                 | -                              | -                              | -                              | -                              | 71    | 5     | 0     |
| 2019-2020             | Sheffield United      | Premier League        | 30          | 6           | 4           | 1               | 0               | 0               | 2                 | 0                 | 0                 | -                              | -                              | -                              | -                              | 33    | 6     | 4     |
| Sous-total            | Sous-total            | Sous-total            | 30          | 6           | 4           | 1               | 0               | 0               | 2                 | 0                 | 0                 | -                              | -                              | -                              | -                              | 33    | 6     | 4     |
| Total sur la carrière | Total sur la carrière | Total sur la carrière | 122         | 23          | 7           | 6               | 1               | 0               | 12                | 1                 | 0                 | -                              | -                              | -                              | -                              | 140   | 25    | 7     |